# ليندا كروبر
ليندا كروبر (بالإنجليزية: Linda Cropper)‏ هي ممثلة أسترالية، (ولدت في أستراليا 1958  م).

## أعمال

### أفلام
- (2018) تطوير

## وصلات خارجية
- ليندا كروبر على موقع IMDb (الإنجليزية)
- ليندا كروبر على موقع قاعدة بيانات الفيلم (الإنجليزية)